# Scarabaeus ebenus
Scarabaeus ebenus är en skalbaggsart som beskrevs av Johann Christoph Friedrich Klug 1855. Scarabaeus ebenus ingår i släktet Scarabaeus och familjen bladhorningar. Inga underarter finns listade i Catalogue of Life.